# Martin Kearns

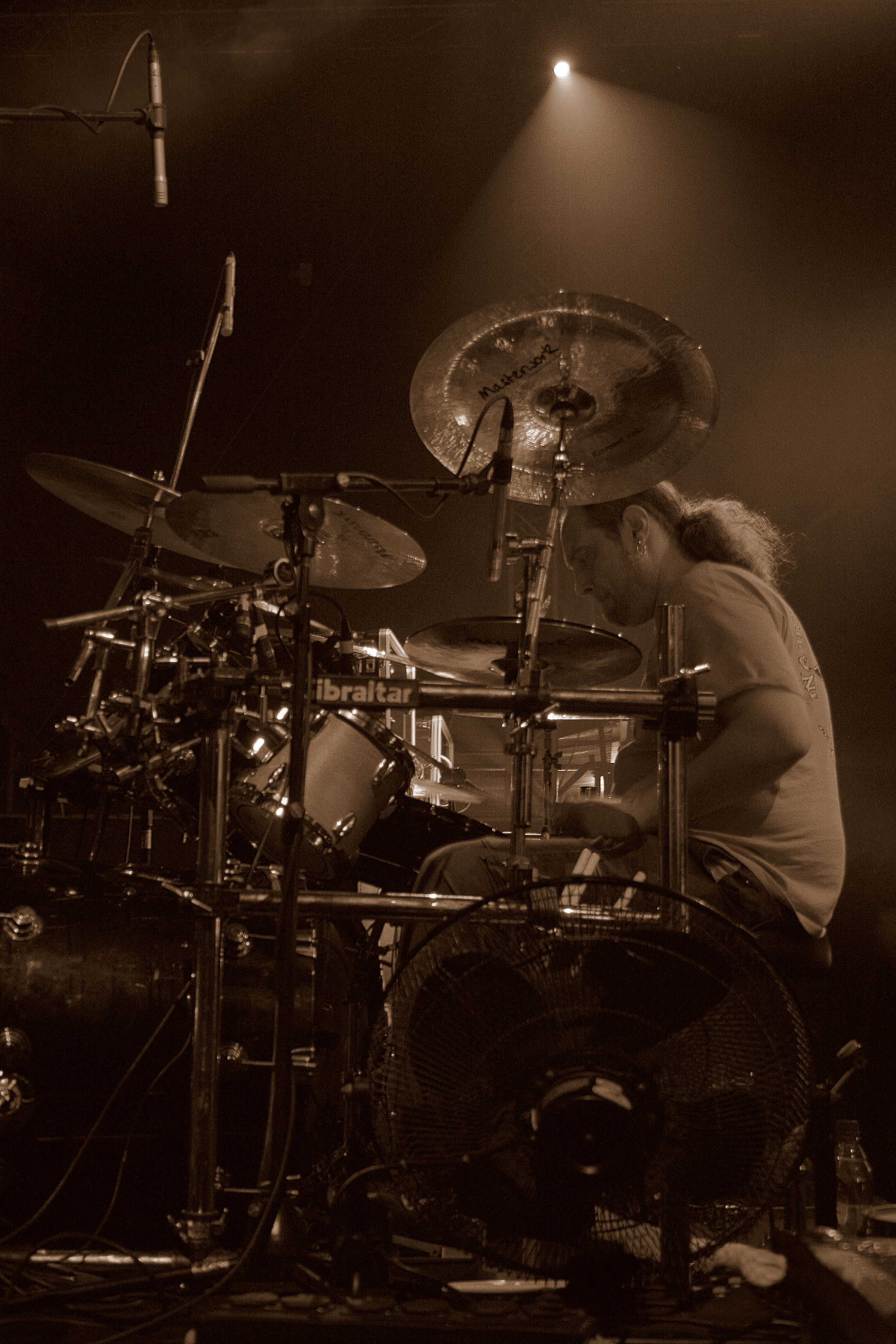
Martin Kearns

Martin "Kiddie" Kearns (7 maart 1977 – 14 september 2015) was een Britse drummer. Hij speelde vanaf zijn zeventiende drums bij Bolt Thrower en was de opvolger van Andy Whale.
In 1997 verliet Kearns de band vanwege persoonlijke redenen en gebrek aan toewijding. Drie jaar later kwam hij terug; in eerste instantie alleen voor een korte Europese tour, maar sindsdien was hij weer de permanente drummer van Bolt Thrower. Kearns overleed onverwachts op de leeftijd van 38 jaar op 14 september 2015.

## Equipment
- Remo drumstel
- Gibraltar rek
- Verschillende Sabian en Zildjian bekkens

- International Standard Name Identifier: 0000 0004 0717 752X
- MusicBrainz: 5e1a2e54-ff43-4d30-a17b-b3d92c753935